# Kirchhörde-Löttringhausen
Kirchhörde-Löttringhausen, Dortmund-Kirchhörde-Löttringhausen – dzielnica miasta Dortmund w Niemczech, w kraju związkowym Nadrenia Północna-Westfalia, w okręgu administracyjnym Hombruch.